# NGC 5483
NGC 5483 (другие обозначения — ESO 271-19, MCG -7-29-8, IRAS14072-4305, PGC 50600) — спиральная галактика с перемычкой (SBc) в созвездии Центавр.
Этот объект входит в число перечисленных в оригинальной редакции «Нового общего каталога».